# Provincia de Sancti Spíritus
Sancti Spíritus es una provincia de Cuba. Tiene un área de 6744 km².

## Historia
La Villa de Sancti Spíritus, en la Provincia de Sancti Spíritus, Cuba, fue fundada en marzo de 1514 por Diego Velázquez, pero en 1522 se traslada hasta las orillas del río Yayabo en búsqueda de mejoría económica, ubicación que mantiene hoy, con su iglesia finalizada en 1680, después de 60 años de trabajo. A su puente sobre el río Yayabo, construido en 1825, le fue otorgado por Real Orden el título de ciudad española por su gran incremento de población, hasta la independencia de Cuba, en 1898. En octubre de 1976 se crea la nueva división político-administrativa del país, por la que la ciudad de Sancti Spíritus se convierte en la capital de la provincia de su mismo nombre, una de las 14 provincias del país. El territorio queda integrado por 8 municipios y al año siguiente se proclaman Monumentos Nacionales los centros históricos de Sancti Spíritus y Trinidad, la iglesia parroquial mayor, el puente sobre el río Yayabo, y el Paso de Las Damas, en Taguasco.

## Geografía

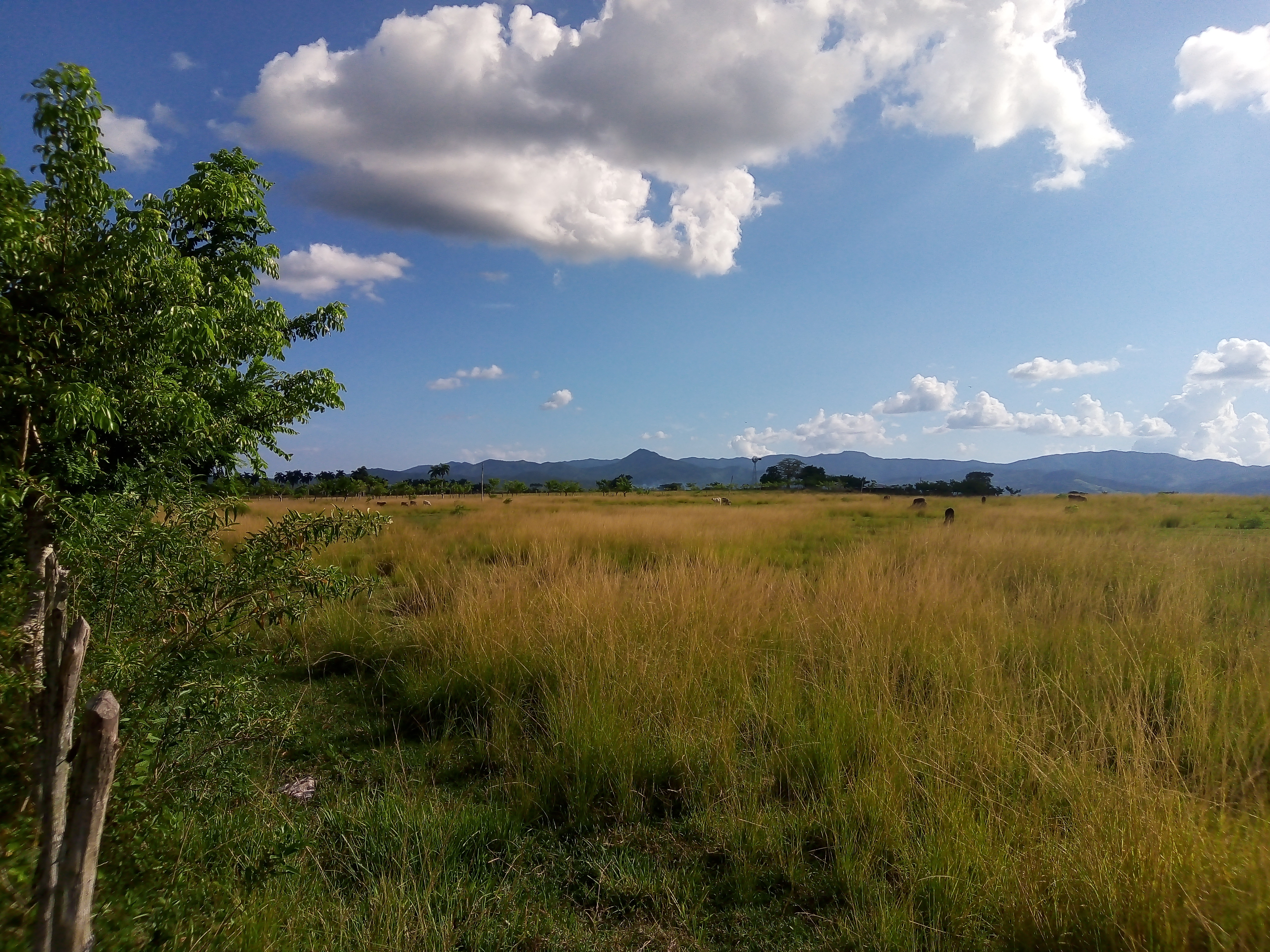
Cabaiguán, agosto de 2020

La provincia tiene un área de 6744 km², que en términos de extensión es equivalente a la mitad de Montenegro. Su relieve combina las montañas, los valles y las playas. Al sur, se alza la sierra del Escambray o macizo de Guamuhaya, uno de los sistemas montañosos más importantes del país, con una rica fauna, una extensa zona boscosa y de pinares, protegidos en el parque nacional Pico de Potrerillo. El pico de Potrerillo tiene una elevación de 931 metros sobre el nivel del mar. Otro pico importante es el San Juan, de 1140 metros de altura. En el centro de la provincia se alzan las sierras de Jatibonico y Bamburanao. El norte, se caracteriza por sus costas bajas, cuyo principal accidente es la bahía de Buena Vista, que está separada del océano Atlántico por el archipiélago de Camagüey.

### Hidrografía
Existen en el territorio gran cantidad de ríos y arroyos de poca extensión y caudal que se distribuyen en ambas vertientes y especialmente en la sur. Entre los que desembocan en la vertiente sur, se destacan el Río Zaza, Río Agabama, Río Jatibonico del Sur y el Río Higuanojo, en cuyo cauce se observan saltos de agua y corrientes rápidas; en la vertiente norte el Río Jatibonico del Norte.
Los principales embalses son: Zaza que con una capacidad de 1.020 millones de metros cúbicos, constituye el mayor del país; el Lebrija, La Felicidad; Higuanojo, Siguaney; Aridanes, Agabama y Tuinicú, todos de importancia para el riego de los cultivos y el autoconsumo. Las lagunas: Taje, la Chorrera y El Palmar, localizadas al sur, carecen de importancia, salvo como asiento de aves migratorias. Otras obras hidráulicas de importancia son el canal de Zaza y su derivadota.
Relieve
Se caracteriza por poseer un relieve muy variado, donde predominan fundamentalmente las llanuras y en menor grado las montañas y las alturas.
En la porción norte del territorio se extiende la llanura del Norte de Cuba Central, formada fundamentalmente por superficies construidas por la acumulación marina, fluvio-marina y biógena y en áreas más limitadas existen superficies elaboradas por la abrasión y la carsificación.
A continuación y paralela a éstas aparecen las alturas del Norte de Cuba central que se caracterizan por ser elevaciones pedregosas y por presentar curvas y mogotes. Su punto culminante se encuentra en la sierra de Jatibonico, la Sierra Matahambre con 336 m.
Entre el sistema de alturas de Santa Clara, que le continúa, se destacan en el territorio espirituano, las lomas de Tamarindo y las de Fomento, una cadena de alturas colinosas litológico-estructurales, formadas por varios tipos de rocas, donde además se encuentra la mayor elevación de las alturas de Santa Clara en la provincia con 372 m.
Hacia el suroeste el relieve es montañoso y se encuentra ocupado por el macizo de Guamuhaya, constituido por parte de las alturas de Trinidad, el valle de Agabama (Valle de los Ingenios) y las alturas de Sancti Spiritus, en la primera de las cuales se localiza la mayor elevación de provincia, el pico Potrerillo con 936,2 m.
Al sur del macizo y bordeándolo hacia el oeste el relieve vuelve a ser llano, en esta zona ocupado por la llanura de Sancti Spíritus, una extensa superficie baja, plana y poca seccionada desarrollada sobre depósitos arcillosos muy jóvenes.
Suelos
La provincia está incluida entre las que poseen suelos de productividad media por considerar en tal evaluación sus improductivas zonas montañosas. Los más productivos se encuentran fundamentalmente alrededor del embalse Zaza y al este del río Jatibonico del Sur (Llanura del Jíbaro).
Predominan los suelos pardos con carbonatos y sin ellos. En algunas áreas la norte y al sur aparecen suelos ferralíticos rojos típicos. En el litoral sur y al este, se localizan suelos hodromórficos y vertisuelos, propios de zonas bajas.
Vegetación
Debido a la gran deforestación a que han sido sometidas las áreas de montes naturales han quedado reducidas a las zonas de poca accesibilidad. Entre las formaciones vegetales más importantes se encuentran los bosques tropicales latifolios perennifolios: siempreverde mesófilo submontano y pluvial montano, con numerosas especies de importancia maderable, como son: la Caoba, Cedro, Baría, Cuanají, Pinar y los subperennifolios: semicaduco mesófilo típico, y vegetación secundaria (bosques, matorrales y comunidades herbáceas secundarias).
En la zona de Topes de Collantes, en el sureño municipio de Trinidad abundan lionas, epifitas, musgos, líquenes, orquídeas, y helechos arborescentes debido a un clima de abundantes precipitaciones.
En la costa norte predominan los bosques semicaducos mesófilo con humedad fluctuante y siempreverdes de mangles y en la sur, además de presentar estas últimas, se localizan en algunos sectores los del tipo ciénaga típica. En los embalses crece la vegetación acuática.
En el resto del territorio se desarrolla la vegetación cultural, conformada por cultivos agrícolas con focos de pastos y vegetación secundaria y pastos con focos de cultivos y sabanas naturales.
En la llanura del Jíbaro, perteneciente a las llanuras de Sancti Spíritus, se encuentra uno de los subcentros evolutivos de palmas más importante del país y varias especies de jatas de yareyes de interés geobotánico.
Fauna
Entre la fauna endémica sobresalen los mamíferos: murciélago de la Jata y la jutías conga y carabalí; el molusco: trompetita prieta; los reptiles: salamanquita de la costa y el cocodrilo; entre las aves: la Paloma perdiz, el gavilán colilarga, el Catey, el pájaro mosca y el pechero, además del halconcito, el camao, el Zunzún, el Tocororo, la pedorrera, el pájaro carpintero verde y diferentes tipos de arácnidos e insectos.

## División administrativa

### Región
La actual provincia Sancti Spiritus, incluye en su territorio, dos de las primeras villas cubanas, fundadas por los colonizadores españoles en el año 1514: Sancti Spiritus y Trinidad.

### Municipios
- Sancti Spíritus
- Trinidad
- Cabaiguán
- Yaguajay
- Jatibonico
- Taguasco
- Fomento
- La Sierpe

### Capital
La capital provincial, es la villa de Sancti Spíritus o del "Espíritu Santo", la cual fue fundada en 1514 casi en el centro de la Isla y que sirvió de punto de partida para la conquista de Yucatán. La ciudad conserva un centro histórico con edificaciones de los siglos XVIII y XIX, entre los que se destaca la parroquial Mayor, construida en 1680 y el puente sobre el Río Yayabo, Monumento Nacional. Sus habitantes son llamados "espirituanos".

## Economía
Las actividades económicas más importantes de Sancti Spíritus son la agricultura —tabaco, arroz, café, cacao, caña de azúcar, cítricos y hortalizas—, la pesca, la minería —petróleo, yeso y sal gema—, la ganadería vacuna, y las refinerías de azúcar y petróleo. Es una de las provincias más desarrolladas del país.

## Cultura
Trinidad, conocida también como la Ciudad Museo de Cuba es una de las localidades coloniales más bellas de la Isla, fundada bajo el nombre de "Villa de la Santísima Trinidad", y que recibió en 1988 la condición de Patrimonio de la Humanidad por la UNESCO al ser considerada uno de los conjuntos arquitectónicos más completos del continente americano. Trinidad combina características de los siglos XVIII y XIX y los primeros años del XX, y aún conserva sus calles empedradas, las escalinatas y las fachadas multicolores de los edificios, cada uno un museo en sí mismo.  El Valle de los Ingenios es una extensa planicie de forma triangular que abarca alrededor de 250 kilómetros cuadrados y comprende en su interior los valles de San Luis, Agabama-Méyer y Santa Rosa, además de la llanura costera del sur, delta del río Manatí. Junto con la ciudad de Trinidad, fue reconocido por la UNESCO como Patrimonio de la Humanidad en el año 1988.
Índice

### Lugares de interés
Se destaca en Trinidad, la plaza Mayor, la iglesia de la Santísima Trinidad, considerada una de las más amplias del país y que atesora valiosas piezas del erario artístico religioso de Cuba, entre ellos el famoso Cristo de la Vera Cruz, así como un altar de mármol dedicado al culto de la Virgen de la Misericordia —único de su género en la Isla—, y otras imágenes religiosas de gran valor. La ciudad alberga museos como el Romántico —instalado en el antiguo Palacio de Brunet— y el de Arqueología "Guamuhaya", exponente de la cultura aborigen de la isla.
Cercano a Trinidad está el Valle de San Luis o Valle de los Ingenios, museo de la industria azucarera cubana con 75 ruinas correspondientes a ingenios, casas de verano, barracones y otras instalaciones relacionadas con la fabricación del dulce producto. Todavía se yergue allí la famosa torre de Manaca-Iznaga, edificada en 1816 y que con sus 45 metros de altura, marcaba con su campana el inicio y fin de los trabajos en las plantaciones de la caña de azúcar.
Trinidad incluye además el paisaje natural protegido Topes de Collantes, en el macizo montañoso del Escambray, con cerca de 12 500 hectáreas de extensión y numerosas especies endémicas de la flora y la fauna, donde el clima de abundantes precipitaciones favorece el hábitat de orquídeas, musgos, líquenes, helechos arborescentes, pinos y eucaliptos. Al parque nacional Topes de Collantes, se asciende por una de las vías más impresionantes del país. En este parque se encuentra también uno de los principales centros de salud de Cuba.

### Playas
A unos pocos kilómetros de Trinidad se encuentran las playas de la Península de Ancón, las mejores del sur de Cuba, y en la que se pueden apreciar magníficos arrecifes coralinos.